# Rhicnocoelia alebion
Rhicnocoelia alebion är en stekelart som först beskrevs av Walker 1848.  Rhicnocoelia alebion ingår i släktet Rhicnocoelia och familjen puppglanssteklar. Inga underarter finns listade i Catalogue of Life.